# Belagihalli, Chiknayakanhalli
Belagihalli là một làng thuộc tehsil Chiknayakanhalli, huyện Tumkur, bang Karnataka, Ấn Độ.